# 史蒂芬·索特洛夫
史蒂芬·索特洛夫（1983年5月11日—2014年9月2日），美國自由撰稿记者，2013年在敘利亞被伊斯蘭國（Islamic State）綁架，2014年被該組織的聖戰士約翰斬首。
索特洛夫是美國猶太人，生於邁阿密，為《時代周刊》、《基督教科學箴言報》、《外交政策雜誌》及《世界事務雙月刊》工作，專門採訪中東情勢。 2014年3月於敘利亞阿勒坡被伊斯蘭國武裝分子綁架。2014年伊斯蘭國將其斬首，並發布實況影片。索特洛夫被斩首后，美国总统奥巴马表示，美国将采取行动，削弱和摧毁ISIS。
2015年6月24日，奥巴马总统当着索特洛夫家族和其他人质家属的面签署了一项行政命令，彻底改革被ISIS等组织扣押在国外的美国人质解救方式。